# 柴窝堡湖
柴窝堡湖是位于中国新疆维吾尔族自治区乌鲁木齐市达坂城区的湖泊。柴窝堡湖曾是乌鲁木齐市周边最大的天然淡水湖，被誉为乌鲁木齐市涵养水源和生态调控之“肾”。柴窝堡湖因过度开采，曾在2014年一度接近干涸，生态功能几乎丧失。后经过退耕补湖、分洪补湖等恢复项目的实施下，柴窝堡湖的面积及生物多样性有所恢复。2016年5月，由柴窝堡湖及其周边湿地、草场组成的新疆柴窝堡湖国家湿地公园正式揭牌，成为乌鲁木齐市第一家中国国家湿地公园。柴窝堡湖也是新疆维吾尔自治区重要湿地。

## 湖泊和湿地

### 地理地质
柴窝堡湖地处天山山脉中部的达坂城-乌拉泊谷地的中部。地理位置为43°30'N，87°54'E。其北部为博格达峰，南部为天格尔峰，西侧有乌拉泊洼地，东侧是吐鲁番盆地。柴窝堡湖海拔高度1091.6米。行政区划分上，柴窝堡湖位于中华人民共和国新疆维吾尔自治区乌鲁木齐市达坂城区西部，距离乌鲁木齐市区45千米。柴窝堡湖形状为类似核桃的圆形，浅碟状湖盆，湖底平坦。
柴窝堡湖位于准噶尔中央地块，属于一个中新生代凹陷盆地。中央地块以第四纪陆相盆地沉淀为主。其北面、南面以及东面为博格达晚古生代弧后盆地。中生代三叠系、侏罗系、白垩系和古近-新近系地层露在弧后盆地的边缘，其中西山、浅水河隆起较大，故形成了从西山至达坂城的山间盆地地貌，这个山间盆地被称为柴窝堡盆地。位于柴窝堡湖西北的三葛庄隐伏隆起、位于柴窝堡湖东北的三个山的隐伏隆起以及两条东西展布的隐伏断裂是影响柴窝堡湖水文地质条件的主要地质构造。这两处隐伏隆起和两条隐伏断裂不仅控制了当地第四纪的地质环境、沉积厚度和分布，当地的水系的变迁、地貌的发育也受其影响。

### 水文
柴窝堡湖是山间盆地集水洼地型湖泊，属于半封闭湖泊。柴窝堡湖并没有主要干流，但有若干条水流从南北两侧汇入，乌什城沟、张家沟和小东沟等几条发源于天格尔峰北坡的水流从南侧汇入柴窝堡湖，三个山沟、白杨河、苏拉夏沟等发源于博格达峰南坡的水流从北侧汇入柴窝堡湖。除了以地表径流汇入柴窝堡湖以外，柴窝堡湖也通过地下径流和地下水得到水源补给，该地区地下水的主要形式为第四系松散岩类孔隙水和基岩裂隙水，从柴窝堡湖东北流向柴窝堡湖方向。大部分的基岩裂隙水以泉水的形式汇入地表水流。柴窝堡湖水系主要以湖面、沼泽、潜水蒸发的方式排泄，少量流入东面的大、小盐湖。柴窝堡湖属于冷水湖，最高水温20摄氏度。该地区自然降水较少，2005年到2016年间，柴窝堡湖年降水量呈现减少趋势并便随着波动变化。冬季几乎没有降水，主要降水出现在春夏季，2005年到2016年柴窝堡湖的春、夏季平均降水量分别为10.8毫米和50.0毫米，两季降水量占全年降水量的超80%。柴窝堡湖平均年蒸发量超过2715毫米，蒸发集中在4到9月份，属于重干旱地区。柴窝堡湖面积曾维持在29平方千米以上，从二十一世纪开始开始减少，甚至在2014年几近干涸。之后有所恢复，2020年5月，柴窝堡湖最大湖泊面积达到了近21平方千米，到了2021年4月，柴窝堡湖面积达到了22.42平方千米。柴窝堡湖容水量在二十世纪80年代超过1.25亿立方米，到了2014年与2015年间，减少到了不足100万立方米。

### 湿地
新疆乌鲁木齐柴窝堡湖湿地公园主要规划区域包括柴窝堡湖以及柴窝堡湖周边的湿地、林地和草地，总面积超过45平方千米，其中湿地面积达33平方千米。柴窝铺湖湿地可分为湖泊湿地、沼泽湿地，湿地型可分为久性淡水湖、草本沼泽。湿地地表主要为冲积、淤积物。沼泽湿地土壤类型主要为草甸盐土，更靠近柴窝堡湖的湿地土壤主要为盐化草甸沼泽土。

### 动植物
植物是柴窝堡湖湿地生态系统的重要组成部分。该地区共有有胚植物59科249属488种。其中维管植物30科84属122种。由1科1属1种的蕨类植物，23科62属90种的双子叶植物以及6科21属31种的单子叶植物构成。种子植物具有温带属性，草本植物为其主要的生活型。水分生态型中种类最多的为中生植物。柴窝堡湿地存在20个植物群系，布顿大麦草群系、细叶沼柳群系、芦苇群系等群系主要分布在柴窝堡北岸，盐穗木群系、盘花乳菀群系、盐角草群系等则多在柴窝堡西岸。柴窝堡东岸与南岸仅存在多枝柽柳群系。新疆乌鲁木齐柴窝堡湖国家湿地公园内共有3种中华人民共和国国家II级重点保护野生植物，分别为中麻黄、梭梭和柱筒枸杞，有13种新疆维吾尔自治区自治区级保护植物，其中I级6种，如梭梭等，II级7种，如宽刺蔷薇、尖果沙枣等。另外该地区有15种新疆珍惜濒危特有种，如中麻黄、胡杨等。
柴窝堡湖也是野生动物的栖息地。不同的野生脊椎动物生活在新疆乌鲁木齐柴窝堡湖国家湿地公园。生活在柴窝堡湖的鱼类有新疆雅罗鱼、青鱼、三角鲂、池沼公鱼、斯氏高原鳅、胡子鲇等12种。将柴窝堡湖作为栖息地的鸟类有石鸡、斑翅山鹑、环颈雉、鸿雁等205种。爬行类有变色沙蜥、东方沙蟒、黄脊游蛇等6种。哺乳类动物有大耳猬、草原斑猫、艾鼬、草原斑猫、野猪、沙狐等27种。两栖类有塔里木蟾蜍（Bufotes pewzowi）1种。被列入国家重点保护野生动物名录的动物有25种，其中玉带海雕、白尾海雕和黑鹳为国家I级保护动物。大天鹅、灰鹤、黑鸢、白尾鹞等22种为国家II级保护动物。11种脊椎动物被列为新疆维吾尔自治区重点保护动物，其中大麻鳽、苍鹭、赤狐等4种为I级保护动物，翘鼻麻鸭、雉鸡等7种为II级保护动物。柴窝堡湖生态恢复后，每年冬天会有50到80只大天鹅，约1000只绿头鸭选择在新疆乌鲁木齐柴窝堡湖国家湿地公园越冬。

## 生态功能退化与威胁

### 水质恶化
气候变化与人类活动直接影响了柴窝堡湖的环境。柴窝堡湖湖底沉积物显示在1860年到1910年间，柴窝堡湖水位较高，当时的柴窝堡湖气候环境特征为偏冷、偏湿。而从1910年到1950年间，湖泊环境质量波动剧烈，因当时气候并不稳定。从1950年到二十一世纪，人类活动和气候变化导致柴窝堡湖沉积物中重金属元素含量以及总磷含量明显上升。2011年到2013年间，柴窝堡湖处在劣V类重度污染水质。柴窝堡湖水体所面对的主要污染类型为有机污染和盐污染，污染较高的指标有五日生化需氧量（BOD）、化学需氧量（COD）、总磷、氟化物、高锰酸盐。柴窝堡湖水体处在重度富营养状态，总磷、总氮、透明度以及高锰酸盐指数均都呈现中度或重度富营养化的现象，仅叶绿素a指数处在中度和轻度富营养状态。柴窝堡湖因为海拔比乌鲁木齐盐湖高10米以上，所以长期保持着淡水湖的特征。在正常的水位下，流入柴窝堡湖的水为淡水，从柴窝堡湖流入盐湖的水是微咸水，这也是盐湖盐分的主要来源。然而柴窝堡湖水位下降，导致排往盐湖的水减少。故柴窝堡湖的含盐量增加，久而久之，柴窝堡湖可能变成咸水湖。2011年到2013年间，柴窝堡湖水水体含盐量逐年增高，硫酸盐、氯化物、矿化度和溶解性总固体明显增加，且增幅在丰水期更为明显。柴窝堡湖沉积物则面对着来自重金属污染带来的威胁，柴窝堡湖沉积物中的铜、锌、铅、镉的含量都超过乌鲁木齐市土壤的平均含量，且镉的含量所带来的潜在生态威胁相较于其他金属更为严重。

### 面积减少、水位下降
柴窝堡湖曾一度接近干涸，湖区湿地遭到破坏，湖周边土地盐碱化、沙化日趋严重，柴窝堡湖生态功能几乎丧失。柴窝堡湖的面积从二十世纪60年代到2000年有小幅度收缩的趋势，期间最大收缩距离不到400米。不过在2009年以前，柴窝堡湖面积基本维持在29平方千米以上，2009年以后，湖泊从西北向东南萎缩且萎缩速度极快，在2013年6月到9月间，柴窝堡湖共收缩了超过2500米，虽在2014年4年有所恢复，但此后又在2013年的基础上又退缩了近1300米。2014年9月25日，柴窝堡湖湖泊面积甚至仅剩0.24平方千米，柴窝堡湖几乎干涸。不过2014年以后柴窝堡湖泊面积开始沿东南向西北方向慢慢恢复，2017年3月，柴窝堡湖面积恢复到了16平方千米。到了2020年5月，柴窝堡湖最大湖泊面积近21平方千米。从二十世纪80年代到2014年，柴窝堡湖水位下降超过2米。柴窝堡湖湖区地下水水位自二十世纪80年代以来呈现下降趋势，到2014年，柴窝堡湖地下水水位下降了8到10米。2011年，柴窝堡湖形成超过87平方千米的地下水漏斗区。柴窝堡湖干涸导致湖底裸露，产生粉尘，造成沙化。地下水水位下降即使得植被不易才裸露的湖底生长，也使得湖中的盐不断在湖中和湖周围沉积。导致土壤盐碱化。没有植被覆盖的裸露的沙地在风大时会形成小范围的沙尘暴，盐碱化的土地也受到西北风和东南风的影响，在2018年已经向达坂城方向迁移了2千米。柴窝堡湖湖底粉尘不仅对周边城市产生影响，在特定季节时具有潜在扩散至中国全境甚至朝鲜半岛部分地区的特性。

### 植被覆盖增加而天然植被退化
植柴窝堡湖地区被物种植被覆盖面积在逐年增大。柴窝堡湖周边植物面积从1975年的不到18平方千米增长到了2009年的超过33平方千米。然而柴窝堡西岸湿地的天然植被覆盖面积在整体面积增加的情况下，在2001到2010年间反而减少了46%。不仅天然植被覆盖面积在减少，柴窝堡湖周边湿地植被物种数量在1982年到2013年间也呈现降低趋势，原来的优质牧草如天蓝苜蓿、灯心草急剧减少甚至消失。不过由于柴窝堡湖面萎缩，裸露出的湖底形成盐碱地，耐盐碱的植物则出现在了该地区，如碱蓬、碱茅、海乳草。盐渍化也带来了竞争，改变了该地区群落的整体结构，生物多样性得以增加。原伴生植物或偶见植物逐步增多并成为该地区优势种，原建群种则退为次要地位，如芨芨草、赖草等耐旱植物逐步替代了原苔草、布顿大麦草、老鹳草（Geranium wilfordii Maxim.）等优势种。

## 污染源及过度开采
柴窝堡湖水体污染主要原因除了水位下降导致的污染物浓度增加外，工业废水和城镇生活污水也是柴窝堡湖污染来源。新疆化肥厂、天山锅炉厂、天山塑料厂等工厂废水管道与红卫湖相连，而红卫湖与柴窝堡湖有明渠相连。其中主要工业污染来自距离柴窝堡湖西15千米的新疆化肥厂，在1984年和1998年，化肥厂曾发生两次排放事故，使得湖水严重污染，到2011年，其污水排放量超过73万吨，又由于柴窝堡湖的排泄主要为蒸发，污染水只进不出，加剧了柴窝堡湖水体污染情况。在乌拉泊街道生活的市民相对集中，该地区的生活污水最终也排入红卫湖。除此之外，农业导致的土壤污染，也可能随着径流进入柴窝堡湖。
柴窝堡湖曾开发过渔业养殖，柴窝堡湖曾盛产过鲤鱼、鲫鱼、池沼公鱼等鱼类。然而柴窝堡湖水体遭受盐污染，鱼类生长恶化，鲤鱼等鱼类产量急剧下降，年产量达30到40吨的池沼公鱼几乎绝迹。二十世纪70年代，上海知青曾将中华绒螯蟹引入柴窝堡湖。中华绒蟹适应了柴窝堡湖的生态环境后开始在此繁衍，80年代末曾一度成为当地主要商品“天山雪蟹”。在2000年前后天山雪蟹产量达6吨，然而到了2011年产量迅速减少，甚至濒临绝产。渔业造成的饵料及粪便污染也是柴窝堡湖内源污染源之一。
二十世纪90年代后，影响柴窝堡湖萎缩的主要因素已不是气候，湖泊萎缩与流域内地下水开采有着密切关系。1993年乌鲁木齐市自来水公司为解决乌鲁木齐市区用水短缺问题，在柴窝堡湖北部建立取水点，1999年又在柴窝堡湖西部建立取水点开采地下水。除此之外，为满足农业和生活用水需求，在柴窝堡湖周围陆续新建了超过400各水井。湖区上游农业的用水量，乌鲁木齐市生活用水量不断增高，使得对柴窝堡湖地区地下水的开采量持续增加，到2011年，开采量达9500万立方米，远超柴窝堡湖正常补给水量。过度的开采直接导致了2014年柴窝堡湖几乎干涸的情况出现。

## 环境保护与改善
2009年，新疆乌鲁木齐柴窝堡湖国家湿地公园被中华人民共和国国家林业局列为试点国家湿地公园。2016年5月，新疆乌鲁木齐柴窝堡湖国家湿地公园正式揭牌，成为乌鲁木齐市第一家国家级湿地公园。2014年柴窝堡湖几乎干涸后，2015年1月13日，乌鲁木齐市十五届人大四次会议主席团举行的第六次会议通过了《关于全面启动柴窝堡湖、盐湖生态治理工程的议案》。
为了恢复柴窝堡湖生态环境，新疆维吾尔自治区人民政府，乌鲁木齐市人民政府，达坂城区人民政府三级政府开展了多项措施。2016年，成立新疆乌鲁木齐柴窝堡国家湿地公园管理处，并为柴窝堡湖生态环境修复提供了14,022万元人民币的专项资金。新疆维吾尔自治区财政厅与新疆维吾尔自治区环保厅批复了《柴窝堡湖生态环境保护总体实施方案（2015-2019年）》，该方案在柴窝堡湖及其流域开展19个生态环境保护项目，其中包括修建的乌鲁木齐河到柴窝堡湖的大渠的分洪补湖工程。为了控制农业污染及节省农业用水，达坂城区进行了退耕还湿休耕补贴。2013年到2019年间，2.1万亩农田实施了退耕补湖，关停24眼农用机井。此举降低了柴窝堡水体的五日生化含氧量、化学含氧量、氨氮含量以及总氮含量。各级政府指定的《自治区生态环境功能区划》、《乌鲁木齐市主体功能区规划》以及《达坂城区土地利用总体规划》，划定了柴窝堡湖保护红线、水环境管理红线以及制定了柴窝堡湖水域岸线用途。
2017年，达坂城区投资1.2亿元的新疆乌鲁木齐柴窝堡湖国家湿地公园恢复项目开始施工，共种植3050亩生态防风林，新疆乌鲁木齐柴窝堡湖国家湿地公园内大概150亩的植被被恢复。这些举措使得柴窝堡湖湖泊面积，生态系统及生物多样性有所恢复。2020年5月，湖水最大面积恢复到了20.92平方公里，柴窝堡湖周边鸟类数量及种类也开始增多，2019年黑鹳数量同比增加了30%，植物群落和多样性有所提高，土壤盐渍化有所减轻。2020年，柴窝堡湖新增了环境检测设备，包括5个鸟类监测点及2个处在深水区的水质监测点。
2025年1月，新疆维吾尔自治区林业和草原局将柴窝堡湖湿地以“新疆乌鲁木齐市达坂城区柴窝堡湖自治区重要湿地”之名列入第三批《新疆维吾尔自治区重要湿地名录》。